# Витиоара де Сус (Прахова)
Витиоара де Сус (рум. Vitioara de Sus) насеље је у Румунији у округу Прахова у општини Предеал-Сарари. Oпштина се налази на надморској висини од 352 m.

## Становништво
Према подацима из 2002. године у насељу је живело 720 становника, од којих су сви румунске националности.